# Vissza a múltba (Bűbájos boszorkák)

## Cselekmény
|  | Alább a cselekmény részletei következnek! |

Egy warlock meg akarja ölni a három Testvért, hogy megszerezze a Hármak erejét. Ebben egy gyűrű segíti őt.  Legyőzéséhez a testvéreknek vissza kell térniük a múltba, hogy anyjuk és nagyanyjuk segítségét kérjék ...